# Ophiomyia mesonotata
Ophiomyia mesonotata este o specie de muște din genul Ophiomyia, familia Agromyzidae, descrisă de Spencer în anul 1961.
Este endemică în Etiopia. Conform Catalogue of Life specia Ophiomyia mesonotata nu are subspecii cunoscute.